# 여여문
여여문(呂汝文, ? ~ 1598년)은 임진왜란 당시 항왜 장수로 본명은 요여문(要汝文)이다.
조정에서 항왜병을 후대한다는 소식에 귀화했으며 검술에 능해 시재에 합격하여 구성된 아동대를 훈련시켜 가르쳤다.
1598년 정유재란 당시 양호가 이끄는 명군의 경주 진공 작전에 참전하여 첩보 임무를 맡아 일본군 진영에 잠입했는데, 공적을 탐낸 명군이 여여문이 탈출하기 전에 일본군을 공격한 바람에 여여문은 혼전중에 전사했다.

## 같이 보기
- 김충선